# Liste des membres de la Chambre des représentants australienne (2010–2013)
Cet article liste les membres de la 43e législature de la Chambre des représentants d'Australie (2010-2013).

## Majorité (Parti travailliste australien)
- Anna Burke
- Tony Burke
- Mark Butler
- Anthony Byrne
- Nick Champion
- Darren Cheeseman
- Jason Clare
- Julie Collins
- Greg Combet
- Simon Crean
- Michael Danby
- Yvette D'Ath
- Mark Dreyfus
- Dick Adams
- Anthony Albanese
- Craig Emerson
- Laurie Ferguson
- Martin Ferguson
- Joel Fitzgibbon
- Peter Garrett
- Steve Georganas
- Steve Gibbons
- Julia Gillard
- Gary Gray
- Sharon Grierson
- Kate Ellis
- Justine Elliot
- Jill Hall
- Chris Hayes
- Alan Griffin
- Harry Jenkins
- Ed Husic
- Stephen Jones
- Mike Kelly
- Gai Brodtmann
- David Bradbury
- Chris Bowen
- Sharon Bird
- Jenny Macklin
- Richard Marles
- Robert McClelland
- Daryl Melham
- Rob Mitchell
- Catherine King
- Shayne Neumann
- John Murphy
- Brendan O'Connor
- Deborah O'Neill
- Julie Owens
- Melissa Parke
- Graham Perrett
- Tanya Plibersek
- Bernie Ripoll
- Amanda Rishworth
- Geoff Lyons
- Kirsten Livermore
- Andrew Leigh
- Janelle Saffin
- Michelle Rowland
- Sid Sidebottom
- Bill Shorten
- Stephen Smith
- Laura Smyth
- Warren Snowdon
- Kevin Rudd
- Nicola Roxon
- Craig Thomson
- Kelvin Thomson
- Mike Symon
- Wayne Swan
- Maria Vamvakinou
- Tony Zappia

## Opposition

### Parti libéral australien
- Craig Kelly
- Michael Keenan
- Steve Irons
- Dennis Jensen
- Barry Haase
- Alex Hawke
- Joe Hockey
- Greg Hunt
- Paul Fletcher
- Joanna Gash
- Josh Frydenberg
- Russell Broadbent
- Jamie Briggs
- Bronwyn Bishop
- Julie Bishop
- John Alexander
- Tony Abbott
- Kevin Andrews
- Bruce Billson
- Don Randall
- Christopher Pyne
- Rowan Ramsey
- Judi Moylan
- Kelly O'Dwyer
- Nola Marino
- Sussan Ley
- Russell Matheson
- Louise Markus
- Sophie Mirabella
- Scott Morrison
- Tony Smith
- Patrick Secker
- Luke Simpkins
- Andrew Robb
- Philip Ruddock
- Alby Schultz
- Dan Tehan
- Andrew Southcott
- Sharman Stone
- Alan Tudge
- Malcolm Turnbull
- Mal Washer
- Ken Wyatt

### Parti libéral national du Queensland
- Ewen Jones
- Warren Entsch
- Peter Dutton
- Teresa Gambaro
- Scott Buchholz
- Karen Andrews
- Steven Ciobo
- George Christensen
- Jane Prentice
- Paul Neville
- Ken O'Dowd
- Ian Macfarlane
- Andrew Laming
- Bruce Scott
- Stuart Robert
- Wyatt Roy
- Warren Truss
- Alex Somlyay
- Ross Vasta
- Bert Van Manen

### Parti national d'AustralieetParti national de l'Australie de l'ouest(NWA)
- Luke Hartsuyker
- Darren Chester
- Mark Coulton
- John Forrest
- John Cobb
- Michael McCormack
- Tony Crook (NWA)

## Non-inscrits
- Natasha Griggs
- Adam Bandt
- Rob Oakeshott
- Peter Slipper
- Andrew Wilkie
- Tony Windsor
- Bob Katter